# Odette Giuffrida
Odette Giuffrida (Roma, 12 ottobre 1994) è una judoka italiana, vincitrice di una medaglia d'argento ai Giochi olimpici di Rio de Janeiro 2016 e di una di bronzo ai Giochi olimpici di Tokyo 2020.

## Biografia
Originaria del quartiere di Montesacro, comincia a praticare judo all'età di sei anni, appassionandosi alla disciplina grazie al fratello Salvatore. Si è formata, tra i 6 ed i 17 anni, presso il Talenti Sporting Club. Nel 2009 ha fatto il suo esordio a livello internazionale nella categoria cadetti vincendo l'oro nei Campionati Europei e alle Olimpiadi Europee e l'argento ai Campionati Mondiali. Nel 2011 entra a far parte del gruppo sportivo dell'esercito italiano, continuando a distinguersi a livello Europeo e mondiale nelle categorie giovanili. Nel 2016 si è qualificata alle Olimpiadi di Rio dove ha ottenuto una medaglia d'argento nella categoria 52 kg venendo sconfitta solo in finale dall'atleta kosovara Majlinda Kelmendi.
Ai campionati europei di judo di Praga 2020 ha vinto la medaglia d'oro nella categoria -52 chilogrammi. Il 25 luglio 2021 alle Olimpiadi di Tokyo ha conquistato la medaglia di bronzo nella categoria 52 kg: è la prima atleta europea nella categoria a vincere due medaglie in due diverse edizioni dei Giochi olimpici. Nel 2024 si laurea campionessa del mondo nei -52 kg ai campionati mondiali di Abu Dhabi, mentre alle Olimpiadi di Parigi viene eliminata in semifinale da Diyora Keldiyorova e poi perde la finale per il bronzo contro Larissa Pimenta.

## Palmarès

### Olimpiadi
| Evento                   | Data           | Località       | Paese    | Categoria | Risultato |
| ------------------------ | -------------- | -------------- | -------- | --------- | --------- |
| Olympic Games Rio 2016   | 7 agosto 2016  | Rio de Janeiro | Brasile  | -52 kg    | Argento   |
| Olympic Games Tokyo 2020 | 25 luglio 2021 | Tokyo          | Giappone | -52 kg    | Bronzo    |

### Mondiali
| Evento                                | Data              | Località       | Paese               | Categoria | Risultato |
| ------------------------------------- | ----------------- | -------------- | ------------------- | --------- | --------- |
| Campionati mondiali di Rio de Janeiro | 26 agosto 2013    | Rio de Janeiro | Brasile             | -52 kg    | 6°        |
| Campionati mondiali di Čeljabinsk     | 24 agosto 2014    | Čeljabinsk     | Russia              | -52 kg    | 5°        |
| Campionati mondiali di Astana         | 25 agosto 2015    | Astana         | Kazakistan          | -52 kg    | 5°        |
| Campionati mondiali di Budapest       | 28 agosto 2017    | Budapest       | Ungheria            | -52 kg    | 7°        |
| Campionati mondiali di Baku           | 20 settembre 2018 | Baku           | Azerbaigian         | -52 kg    | 9°        |
| Campionati mondiali di Tokyo          | 25 agosto 2019    | Tokyo          | Giappone            | -52 kg    | 5°        |
| Campionati mondiali di Tashkent       | 06 ottobre 2022   | Tashkent       | Uzbekistan          | -52 kg    | 5°        |
| Campionati mondiali di Doha           | 07 maggio 2023    | Doha           | Qatar               | -52 kg    | Bronzo    |
| Campionati mondiali di Abu Dhabi      | 19 maggio 2024    | Abu Dhabi      | Emirati Arabi Uniti | -52 kg    | Oro       |

### Podi in competizioni internazionali
- Giochi europei

Baku 2015:  Bronzo nella gara a squadre;
Cracovia 2023:  Bronzo nella gara a squadre;
- Europei

Praga 2020:  Oro nella categoria 52 kg;
Lisbona 2021:  Argento nella categoria 52 kg;
Zagabria 2024:  Argento nella categoria 52 kg;
Podgorica 2025:  Argento nella categoria 52 kg;  Argento nella gara a squadre;
- Campionati del mondo juniores

Lubiana 2013:  Bronzo nella categoria 52 kg;
- Campionati del mondo under 17

Budapest 2009:  Argento nella categoria 48 kg;
- Campionati europei under 23

Tjumen' 2011:  Bronzo nella categoria 48 kg;
Praga 2012:  Bronzo nella categoria 52 kg;
Samokov 2013:  Bronzo nella categoria 52 kg;
Breslavia 2014:  Bronzo nella categoria 52 kg;
- Campionati europei juniores

Sarajevo 2013:  Oro nella categoria 52 kg;
Bucarest 2014:  Oro nella categoria 52 kg;
- Campionati europei under 17

Capodistria 2009:  Oro nella categoria 48 kg;
Teplice 2010:  Oro nella categoria 48 kg;

### Vittorie nel circuito IJF
| Data            | Località  | Paese               | Categoria  |
| --------------- | --------- | ------------------- | ---------- |
| 25 marzo 2016   | Tbilisi   | Georgia             | Grand Prix |
| 27 ottobre 2018 | Abu Dhabi | Emirati Arabi Uniti | Grand Prix |
| 29 marzo 2019   | Tbilisi   | Georgia             | Grand Prix |
| 6 ottobre 2019  | Brasilia  | Brasile             | Grand Slam |
| 26 marzo 2021   | Tbilisi   | Georgia             | Grand Slam |